# Dužijanca
Dužijanca je žetvena svečanost bunjevačkih Hrvata. Ovo žetveno slavlje je "izraz žive vjere i zahvalnosti Trojedinomu Bogu obojeno katoličkim hrvatskim identitetom i kulturnim izričajem".
Danas je to i kulturni projekt, koji traje od 25. travnja do posljednjeg tjedna u kolovozu.
Organizira je (stanje u kolovozu 2008.) HKC "Bunjevačko kolo" iz Subotice.

## Program
Dužijanca je u biti svetkovina završetka žetve, a kao kulturni projekt traje od 25. travnja, kada počinje blagoslovom žita, a ciklus završava predajom kruha i u zadnjoj nedjelji u kolovozu Bunarićkim proštenjem. U tom razdoblju se održava niz različitih manifestacija.
U programu Dužijance se održava i Takmičenje risara na Verušiću, tamburaška večer, izložba slika od slame, djela tavankutske kolonije slamarki, vožnje fijakerima,  itd. Središnja svečanost je svečano euharistijsko slavlje u Subotici.
Središnji likovi ove svečanosti su bandaši i bandašice. 
Pored Verušića, program Dužijance obuhvaća i Žednik, Lemeš, Bajmak, Donji Tavankut, Bereg, Malu Bosnu, Đurđin, Mirgeš, Čonoplju (1934., u organizaciji Bunjevačke čitaonice) i samu Suboticu.
U sklopu Dužijance održava se izložba S Božjom pomoći. Nakana osnivača bila je jedinstveno ukomponirati nekoliko sadržaja koji su u izravnoj svezi s umjetnošću, religijom, kulturom i baštinom bunjevačkih Hrvata. Svake godine izložba je na neku temu. Izložbeni materijal izlaže se u subotičkim crkvama.

## Povijest
Prva, crkvena, je organizirana 1911., a prva "gradska" ("civilna") je održana 1968., a obje svečanosti su ujedinjene 1993.
Zasluga je ondašnjeg župnika Blaška Rajića što je 1911. Dužijanca, dotad samo hrvatski narodni običaj (bunjevački, koji je nastao na salašima) zahvale Bogu za dobru žetvu i zahvale gazde risarima i bandaškim parovima što su završili žetvu i za kruh svagdašnji, uobličena u crkvenu manifestaciju.
Iako je ovo nedvojbeno manifestacija mjesnih Hrvata, za vrijeme socijalističke Jugoslavije stav ondašnjeg Socijalističkog saveza radnog naroda je bio da se stvori odhrvaćena, anacionalna proslava Dužijance. Štoviše, od 1968. do 1993. se zbog takve politike "odvojeno" slavilo "gradsku, civilnu" (na Gradskom trgu) i "crkvenu" Dužijancu.
1993. godine priređena je prvi put izložba S Božjom pomoći koja je postala sastavnim dijelom Dužijance.
U sklopu Dužijance 2008. prvi put je održana Dužijanca malenih.
Na pripremi i organiziranju Dužijance osobito je radio Bela Ivković.

## Odraz u kulturi
Dužijanca je bila motivom istoimene opere, prve opere u bunjevačkih Hrvata, autora Josipa Andrića.

## Nagrade
Ova svečanost, koja je postala institucijom, je dobila i nagrade "Pro urbe" 2001. godine i "Antušovu nagradu".

## Vanjske poveznice
- Članak u "Hrvatskoj riječi"  Arhivirana inačica izvorne stranice od 27. rujna 2007. (Wayback Machine)
- Članak u "Hrvatskoj riječi"  Arhivirana inačica izvorne stranice od 27. rujna 2007. (Wayback Machine) Dužijanca - svečanost značajna za grad i očuvanje tradicije
- Članak u "Subotičkima"  Arhivirana inačica izvorne stranice od 27. rujna 2007. (Wayback Machine) Dužijanca, u slavu žita
- Službene stranice  Arhivirana inačica izvorne stranice od 22. ožujka 2008. (Wayback Machine)
- (srp.) Turistička organizacija Srbije  Arhivirana inačica izvorne stranice od 6. kolovoza 2008. (Wayback Machine) Dužijanca 2008", Subotica
- Radio-Subotica  Arhivirana inačica izvorne stranice od 5. ožujka 2016. (Wayback Machine) «Dužijanca malenih» - dati djeci dječje, 4. kolovoza 2008.